# Премия «Грэмми» за лучший современный инструментальный альбом
«Грэмми» в номинации «Лучший современный инструментальный альбом» присуждается с 2001 года, наиболее значимым инструментальным альбомам в жанре поп-музыки. Ежегодно Национальная академия искусства и науки звукозаписи США выбирает несколько претендентов за «художественные достижения, техническое мастерство и значительный вклад в развитие звукозаписи без учёта продаж альбома и его позиции в чартах».
Впервые Академия отметила музыкантов в данной категории на 43-й церемонии «Грэмми» (2001). Первым лауреатом награды стал британский рок-музыкант Джо Джексон с альбомом Symphony No. 1. Согласно описанию номинации, награда присуждается «недавно записанным трекам, инструментальная часть которых превышает 51 %». В число лауреатов награды, помимо постановщиков, зачастую входит производственный персонал.
В 2005 году статуэтку получил продюсер сборника Henry Mancini: Pink Guitar — Джеймс Ар Дженсен. Музыканты Ларри Карлтон и Букер Ти Джонс — единственные из соискателей, кто получал награду более одного раза. Джеральд Олбрайт является лидером по количеству номинаций — всего 6. Представители США побеждали в данной категории чаще других, тем не менее, среди других лауреатов фигурируют музыканты из Кубы, Великобритании и Японии.
В 2015 году категория была переименована в «Лучший современный инструментальный альбом» (до этого называлась «Лучший инструментальный поп-альбом») и перешла из группы «Поп-музыка» в раздел «Современная музыка». Описание категории не изменилось.
Номинантами были произведения, изданные в предыдущий календарный год, относительно текущей церемонии «Грэмми».

## Список лауреатов
| \| Год[I] \| Победитель \| Страна \| Альбом \| Номинанты \| Ссылка \| \| -------------------- \| ------------------------------------ \| -------------- \| -------------------------------------- \| --------------------------------------------------------------------------- \| ------ \| \| 2001 21 февраля 2001 \| Джо Джексон \| Великобритания \| Symphony No. 1[англ.] \| - Кирк Валум[англ.] – Hymns in the Garden \| [4] \| \| 2002 27 февраля 2002 \| Ларри Карлтон и Стив Люкатер \| США \| No Substitutions: Live in Osaka[англ.] \| - Кирк Валум[англ.] – Unconditional \| [5] \| \| 2003 23 февраля 2003 \| Норман Браун \| США \| Just Chillin[англ.] \| - Кирк Валум[англ.] – The Christmas Message \| [6] \| \| 2004 8 февраля 2004 \| Рай Кудер и Мануэль Галбан[англ.] \| США · Куба \| Mambo Sinuendo[англ.] \| - Джордж Уинстон – Night Divides the Day – The Music of the Doors[англ.] \| [7] \| \| 2005 13 февраля 2005 \| Различные исполнители[II] \| США \| Henry Mancini: Pink Guitar[англ.] \| - Мэйсон Уильямс[англ.] — EP 2003: Music for the Epicurean Harkener[англ.] \| [8] \| \| 2006 8 февраля 2006 \| Берт Бакарак \| США \| At This Time[англ.] \| - Джефф Лорбер[англ.] – Flipside[англ.] \| [9] \| \| 2007 11 февраля 2007 \| Питер Фрэмптон \| Великобритания \| Fingerprints \| - Spyro Gyra – Wrapped in a Dream[англ.] \| [10] \| \| 2008 10 февраля 2008 \| Beastie Boys \| США \| The Mix-Up[англ.] \| - Кирк Валум[англ.] — Roundtrip \| [11] \| \| 2009 8 февраля 2009 \| Béla Fleck and the Flecktones \| США \| Jingle All the Way[англ.] \| - Spyro Gyra – A Night Before Christmas[англ.] \| [12] \| \| 2010 31 января 2010 \| Букер Ти Джонс \| США \| Potato Hole[англ.] \| - Spyro Gyra – Down the Wire[англ.] \| [13] \| \| 2011 13 февраля 2011 \| Ларри Карлтон и Так Мацумото[англ.] \| США · Япония \| Take Your Pick[англ.] \| - Кирк Валум[англ.] – Everything Is Everything: The Music of Donny Hathaway \| [14] \| \| 2012 12 февраля 2012 \| Букер Ти Джонс \| США \| The Road from Memphis[англ.] \| - Брайан Сетцер – Setzer Goes Instru-Mental![англ.] \| [15] \| \| 2013 10 февраля 2013 \| Крис Ботти \| США \| Impressions[англ.] \| - Аран Шеной[англ.] – Rumbadoodle \| [16] \| \| 2014 26 февраля 2014 \| Герб Алперт \| США \| Steppin' Out[англ.] \| - Jeff Lorber Fusion[англ.] – Hacienda[англ.] \| [17] \| \| 2015 8 февраля 2015 \| Крис Тил[англ.] и Эдгар Мейер[англ.] \| США \| Bass & Mandolin \| - Джефф Лорбер[англ.] , Чак Лоб и Эверетт Харп[англ.] – Jazz Funk Soul \| [18] \| \| 2016 15 февраля 2016 \| Snarky Puppy и Metropole Orkest \| США \| Sylva \| - Кирк Валум[англ.] – The Gospel According to Jazz, Chapter IV \| [19] \| \| 2017 12 февраля 2017 \| Snarky Puppy \| США \| Culcha Vulcha[англ.] \| - Чак Лоб – Unspoken \| [20] \| \| 2018 28 января 2018 \| The Jeff Lorber Fusion[англ.] \| США \| Prototype[англ.] \| - Антонио Санчез[англ.] — Bad Hombre \| [21] \| |                                 |                |                                 |                                                                      |        |
| Год[I] | Победитель                      | Страна         | Альбом                          | Номинанты                                                            | Ссылка |
| 2001 21 февраля 2001 | Джо Джексон                     | Великобритания | Symphony No. 1                  | - Кирк Валум – Hymns in the Garden                                   | [ 4 ]  |
| 2002 27 февраля 2002 | Ларри Карлтон и Стив Люкатер    | США            | No Substitutions: Live in Osaka | - Кирк Валум – Unconditional                                         | [ 5 ]  |
| 2003 23 февраля 2003 | Норман Браун                    | США            | Just Chillin                    | - Кирк Валум – The Christmas Message                                 | [ 6 ]  |
| 2004 8 февраля 2004 | Рай Кудер и Мануэль Галбан      | США · Куба     | Mambo Sinuendo                  | - Джордж Уинстон – Night Divides the Day – The Music of the Doors    | [ 7 ]  |
| 2005 13 февраля 2005 | Различные исполнители[II]       | США            | Henry Mancini: Pink Guitar      | - Мэйсон Уильямс — EP 2003: Music for the Epicurean Harkener         | [ 8 ]  |
| 2006 8 февраля 2006 | Берт Бакарак                    | США            | At This Time                    | - Джефф Лорбер – Flipside                                            | [ 9 ]  |
| 2007 11 февраля 2007 | Питер Фрэмптон                  | Великобритания | Fingerprints                    | - Spyro Gyra – Wrapped in a Dream                                    | [ 10 ] |
| 2008 10 февраля 2008 | Beastie Boys                    | США            | The Mix-Up                      | - Кирк Валум — Roundtrip                                             | [ 11 ] |
| 2009 8 февраля 2009 | Béla Fleck and the Flecktones   | США            | Jingle All the Way              | - Spyro Gyra – A Night Before Christmas                              | [ 12 ] |
| 2010 31 января 2010 | Букер Ти Джонс                  | США            | Potato Hole                     | - Spyro Gyra – Down the Wire                                         | [ 13 ] |
| 2011 13 февраля 2011 | Ларри Карлтон и Так Мацумото    | США · Япония   | Take Your Pick                  | - Кирк Валум – Everything Is Everything: The Music of Donny Hathaway | [ 14 ] |
| 2012 12 февраля 2012 | Букер Ти Джонс                  | США            | The Road from Memphis           | - Брайан Сетцер – Setzer Goes Instru-Mental!                         | [ 15 ] |
| 2013 10 февраля 2013 | Крис Ботти                      | США            | Impressions                     | - Аран Шеной – Rumbadoodle                                           | [ 16 ] |
| 2014 26 февраля 2014 | Герб Алперт                     | США            | Steppin' Out                    | - Jeff Lorber Fusion – Hacienda                                      | [ 17 ] |
| 2015 8 февраля 2015 | Крис Тил и Эдгар Мейер          | США            | Bass & Mandolin                 | - Джефф Лорбер , Чак Лоб и Эверетт Харп – Jazz Funk Soul             | [ 18 ] |
| 2016 15 февраля 2016 | Snarky Puppy и Metropole Orkest | США            | Sylva                           | - Кирк Валум – The Gospel According to Jazz, Chapter IV              | [ 19 ] |
| 2017 12 февраля 2017 | Snarky Puppy                    | США            | Culcha Vulcha                   | - Чак Лоб – Unspoken                                                 | [ 20 ] |
| 2018 28 января 2018 | The Jeff Lorber Fusion          | США            | Prototype                       | - Антонио Санчез — Bad Hombre                                        | [ 21 ] |

- ↑  Ссылка на церемонию «Грэмми», прошедшую в этом году.
- ↑  Награда была вручена Джеймсу Ар Дженсену как продюсеру альбома.